# Clermont Éditeur
Clermont Éditeur est une maison d’édition québécoise dont le siège social est situé à Rosemère, au Québec.

## Historique
Fondée en 2010 à Montréal par l’homme d’affaires et éditeur québécois Denis Clermont, la maison d'édition Clermont Éditeur Inc. a su, au cours des années, accroître et diversifier sa production éditoriale. Le premier livre qu’elle publie est celui de Steve Melanson, intitulé Les héritiers du vide – Nos enfants sont sans religion.
Résolument tournée vers les nouvelles technologies et la modernité, la maison d'édition est basée à Rosemère, non loin de Montréal (au Québec) et elle publie aussi bien des romans (notamment ceux de Rosette Laberge, Donald Bilodeau, Pierre Brume, Diane Marinelli-Drouin et Caroline L.P.) que des essais (politiques, religieux ou autres, dont le fameux livre Les Musulmans au Québec préfacé par l’ancien premier ministre québécois Bernard Landry), des livres d’affaires et de finance (Mon entreprise : comment éviter une crise et Mon entreprise à l’international de Claude Dugré, etc.), des biographies et témoignages (Ma vie en dents de scie du chanteur québécois Pierre « Pière » Senécal, Du Carmel au bordel de Thérèse Deschambault, etc.), des livres sur les sports et les jeux ou de la littérature jeunesse (Unique comme toi du tandem Nadine Jean / Patricia Pimparé). Elle représente plusieurs auteurs du Québec, mais aussi de partout dans la francophonie. En effet, grâce à Internet, elle s'est fait connaître très rapidement à travers le monde et elle publie des auteurs provenant de plusieurs pays francophones. Elle publie ses livres en version physique tout comme en livrel (livre numérique).
Denis Clermont publie aussi de nombreux magazines corporatifs (en version papier et sur Internet) via l’entreprise DCA Médias. Parmi ceux-ci, on peut citer La Vraie Vie, Réunions & Motivation, L’Art de vivre et Ville & Campagne, ainsi que de nombreuses revues spécialisées en mode (Maillots & Cie, etc.).

## Quelques auteurs publiés chez Clermont Éditeur
- Bernard Beaulieu : Les enquêtes insolites (2015).
- Donald Bilodeau : La dérive du passé (2013, réédition en 2015), À l’heure où le soleil ferme les yeux (2015).
- Pierre Brume : Beach Bum, tome 1 (2014), Beach Bum, tome 2 (2015).
- Paul-André Busque : C’est ma vie (2015).
- Denis-Martin Chabot : Maman Nicole - La vie de Nicole Pageau (2016).
- Thérèse Deschambault : Du Carmel au bordel (2012).
- Claude Dugré : Mon entreprise : comment éviter une crise (2014), Mon entreprise à l’international (2015).
- Lucy-France Dutremble : Alicia (2014).
- Dr Jean Fils-Aimé : Vaudou 101 – Une spiritualité moderne sans sorcellerie (2013), Les Musulmans au Québec (préface de Bernard Landry, 2015).
- Nadine Jean / Patricia Pimparé : Unique comme toi (2016).
- Rosette Laberge : Les dessous d’une V.-P. (2014), Je veux divorcer de mon fils (2015).
- Caroline L.P. : En territoires interdits, tome 1 (préface du journaliste Christian Tétreault, 2014), En territoires interdits, tome 2 (2015).
- Diane Marinelli-Drouin : La famille Giordano, tome 1 (2014), La famille Giordano, tome 2 (2015), La famille Giordano, tome 3 (2015).
- Steve Melanson : Les héritiers du vide – Nos enfants sont sans religion (2011).
- Abigail O’Connor : Quelqu’un quelque part (2013).
- Gérard Ramelot : Les uns et les hôtes (2015).
- Pierre (Pière) Senécal : Ma vie en dents de scie (2014).
- Richard Trudeau : Mon coach de golf (2015).
- Collectif d’auteurs : 10 leaders remarquables – Montérégie (2014).